# Национальное хранилище орлов
Национальное хранилище орлов (англ. National Eagle Repository) —   официальное природоохранное ведомство США, предназначенное для приема, хранения и распределения найденных мертвыми белоголовых орланов и беркутов.
Птицы и части их тел доступны исключительно коренным американцам для использования в различных религиозных и культурных церемониях.

## Деятельность
Деятельность данного ведомства разрешена Законом о защите белоголовых орланов и беркутов. Принятый в 1940 году и дополненный в 1962 году, Закон о защите белоголовых орланов запрещает захват, транспортировку, продажу или бартер, а также владение орлами или частями их тела без официального разрешения. Коренные американцы, желающие получить мёртвых белоголовых орланов или беркутов, обязаны подать заявление через Бюро выдачи разрешений на перелётных птиц Службы рыболовства и дикой природы США, которое обслуживает штат проживания заявителя.
Заказы выполняются в порядке живой очереди, в списке ожидания находится около 6000 претендентов на получение примерно 2000 орлов, которые хранилище получает в среднем ежегодно.
Заявители дополнительно получают разрешение от Службы охраны рыбы и дикой природы, позволяющее им владеть орлами или частями их тел в религиозных целях.
Природоохранным агентствам, зоологическим паркам, реабилитаторам и иным лицам, которые могут законно владеть и перевозить умерших орлов и их части, рекомендуется отправлять их в хранилище, дабы они могли использоваться коренными американцами. Большинство птиц, попадающих в Национальное хранилище орлов, погибло в результате случайного налёта на автомобили и ЛЭП, либо было конфисковано у браконьеров. 

## История ведомства
После появления официальной правовой защиты белоголового орлана коренные американцы лишились доступа к перьям и другим частям птиц, которые им традиционно необходимы для определённых религиозных и культурных мероприятий. Наиболее известное применение —  в военных шляпах и других головных уборах с перьями.
Некоторые племена продолжали охотиться на птиц самостоятельно, считая это законным на территории своих резерваций, поскольку право на охоту и их культурное самоопределение гарантировались индейцам договорами с федеральными властями.
В начале 1970-х годов Национальное хранилище орлов располагалось в городе Покателло, штат Айдахо, а в 1980-х годах распределением птиц занималась судебно-медицинская лаборатория USFWS в Ашленде, штат Орегон. Офис собирал птиц и распределял их дальше. Однако процесс шёл крайне медленно, а численность птиц была низкой.
В 1985 году в Верховный суд США поступил иск о судебном преследовании Дуайта Диона-старшего, представителя племени янктон-сиу, за браконьерство и продажу четырех белоголовых орланов. В деле Соединённые Штаты против Диона суд поддержал обвинительный приговор и подтвердил, что исторические договорные права могут быть изменены и отменены законодательством Конгресса.
Президент Билл Клинтон подписал исполнительный меморандум 29 апреля 1994 года после завершения официальной встречи с 300 племенными лидерами в Белом доме. Он реформировал Национальное хранилище орлов и обязал все федеральные агентства отправлять мёртвых орлов в хранилище. Следуя данному меморандуму, в 1995 году Хранилище переехало в Денвер и получило собственные офисы в одном из природных заповедников рядом с городом.